# Frederick Suerig
Frederick G. Suerig (* 21. Juni 1878 in Washington; † 8. Dezember 1929 in St. Louis) war ein US-amerikanischer Ruderer.

## Karriere
Suerig nahm an den Olympischen Spielen 1904 in St. Louis teil. Hier erreichte er mit seiner Mannschaft vom Mound City Rowing Club im Vierer ohne Steuermann den zweiten Rang und sicherte sich somit Silber.